# Bunaken
Bunaken (indonesisch: Pulau Bunaken) ist eine indonesische Insel in der Celebessee. Sie liegt etwa 3 km vor dem Festland von Nord-Sulawesi in der Nähe von Manado. Das Dorf Bunaken befindet sich an der Südspitze der Insel, auf der etwa 900 Menschen leben.
Der Unterwassernationalpark von Bunaken umfasst auf einer Größe von 750 km² die Inseln Bunaken, Manado Tua, Siladen, Montehage und Nain. Hier finden Taucher eines der besten indonesischen Tauchgebiete.

## Einzelnachweise

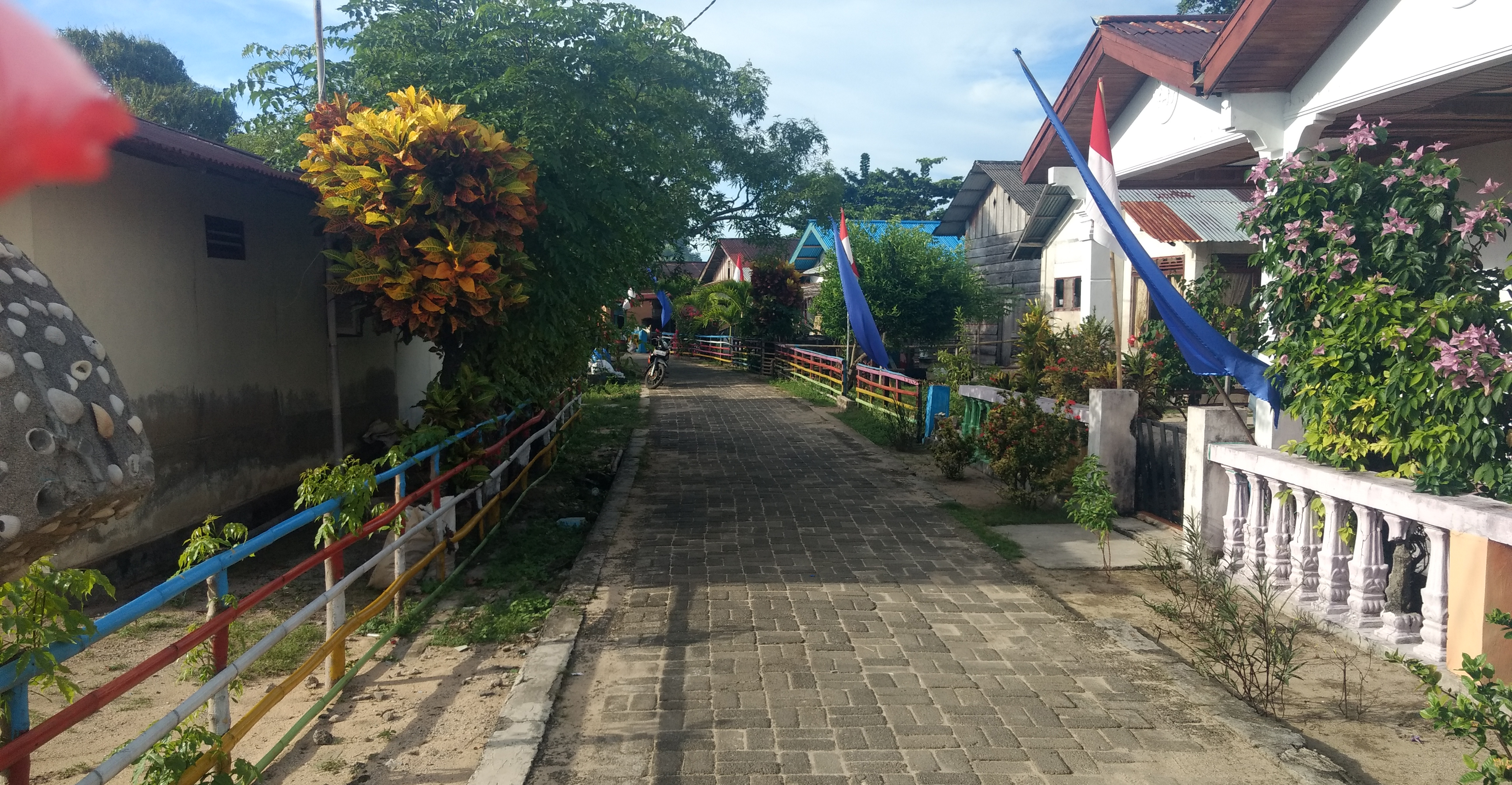
Straße im Dorf